# Baron Howard of Glossop
Baron Howard of Glossop is een adellijke titel in de peerage van het Verenigd Koninkrijk. De baronnen Howard of Glossop zijn gevestigd in het graafschap Derbyshire. De titel behoort sinds 1975 toe aan de hertog van Norfolk.

## Geschiedenis
De titel werd in 1869 ingesteld voor Edward Fitzalan-Howard, 1e baron Howard of Glossop, tweede zoon van Henry Howard, 13e hertog van Norfolk, een lid van de Britse Privy Council namens de Liberal Party. Zijn kleinzoon Bernard, de 3e baron, trouwde met Mona Fitzalan-Howard, 11e barones van Beaumont, de dochter van Miles Stapleton, 10e baron van Beaumont. Hun oudste zoon Miles volgde zijn moeder in 1971 op als baron van Beaumont en in 1972 zijn vader als baron Howard of Glossop. Na de dood van zijn oom Bernard Fitzalan-Howard, 16e hertog van Norfolk, verkreeg Miles Fitzalan-Howard ook deze titel. De titel baron Howard of Glossop behoort vanaf dat moment toe aan de hertogen van Norfolk.

## Dragers van de titel
- Edward Fitzalan-Howard, 1e baron Howard of Glossop (1869–1883)
- Francis Fitzalan-Howard, 2e baron Howard of Glossop (1883–1924)
- Bernard Fitzalan-Howard, 3e baron Howard of Glossop (1924–1972)
- Miles Fitzalan-Howard, 4e baron Howard of Glossop (1972–2002), vanaf 1975 ook 17e hertog van Norfolk